# Zygmunt Bielawski
Zygmunt Bielawski (ur. 19 maja 1937 w Bolechowie, zm. 19 listopada 2006 we Wrocławiu) – polski aktor teatralny i filmowy, dyrektor teatru.
Ukończył Państwową Wyższą Szkołę Filmową, Telewizyjną i Teatralną im. Leona Schillera w Łodzi. Debiutował epizodyczną rolą w 1964 w filmie Agnieszka 46 Sylwestra Chęcińskiego.
Występował w Teatrze Ziemi Łódzkiej w Łodzi (1962–1963), a także na deskach Teatru Polskiego we Wrocławiu od 1963 roku. Pochowany we Wrocławiu na Cmentarzu Brochowskim.
W latach 1992–1995 był dyrektorem artystycznym Teatru im. C.K. Norwida w Jeleniej Górze.

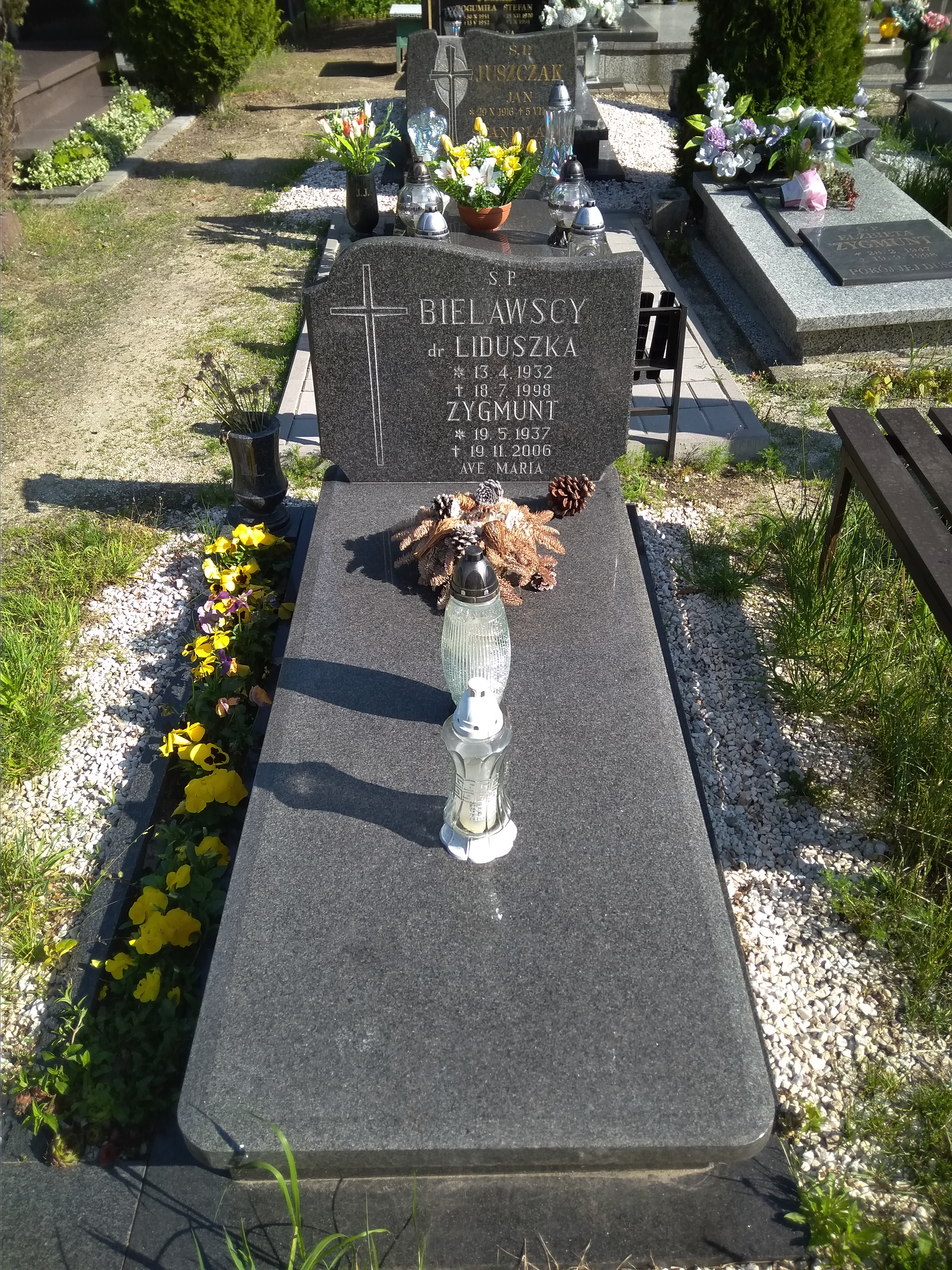
Grób Zygmunta Bielawskiego na Cmentarzu Brochowskim

## Filmografia
Miał w swoim dorobku liczne role filmowe m.in.:
- 1966: Czterej pancerni i pies – żołnierz z oddziału Czarnousowa (odc. 7)
- 1967: Sami swoi – Paweł Pawlak, młodszy syn Kazimierza
- 1973: Droga – Paweł Pawlak, młodszy syn Kazimierza
- 1974: Nie ma mocnych – Paweł Pawlak, młodszy syn Kazimierza
- 1977: Kochaj albo rzuć – Paweł Pawlak, młodszy syn Kazimierza
- 1978: Ślad na ziemi – dyspozytor Kowalski
- 1979: Operacja Himmler – pracownik radiostacji w Gliwicach
- 1982: Wielki Szu – kelner w „Novotelu” we Wrocławiu
- 1982: Popielec – Wańtowicz
- 1982: Blisko, coraz bliżej – Neureiter, dyrektor szkoły (odc. 2 i 3)
- 1987: Klątwa Doliny Węży – Morineau
- 1998: Ekstradycja 3 – dyrektor domu dziecka w Wójcikach
- 2000: Sezon na leszcza – filatelista

## Odznaczenia
- 2006 – Krzyż Kawalerski Orderu Odrodzenia Polski (pośmiertnie)[1]
- 2002 – Złoty Krzyż Zasługi (za zasługi w działalności na rzecz rozwoju kultury)[2]
- 2006 – Srebrny Medal „Zasłużony Kulturze Gloria Artis”
- 1982 – Odznaka „Zasłużony Działacz Kultury”
- 1985 – Krzyż Kawalerski II Klasy Odznaki Honorowej za Zasługi (Austria, 1974)[3]